# Revue Celtique
Revue Celtique (сокращённо RC) — французский журнал, посвящённый вопросам кельтологии, кельтским языкам и изданию текстов на кельтских языках. Выходил в 1870—1934 годах.
Журнал был основан в 1870 году по инициативе французского лингвиста Анри Гедо. В 1869 27-летний Гедо объявил подписку на журнал; первый номер журнала вышел в мае 1870 года. RC стал первым в мире специальным кельтологическим журналом. Гедо удалось собрать под эгидой RC крупнейших специалистов того времени в области истории кельтских языков, фольклора и этнографии.
В 1881—1910 году редактором Revue Celtique был М.-А. д’Арбуа де Жюбенвиль, позднее — Ж. Лот. В 1912—1913 году секретарём редакции был русский кельтолог А. А. Смирнов. На протяжении многих лет в RC активно сотрудничали К. Мейер, У. Стоукс, Ф.-М. Люзель,
С кончиной Ж. Лота в 1934 году издание журнала прервалось; два года спустя он был возобновлён по инициативе Ж. Вандриеса под заглавием Études Celtiques.
RC остаётся одним из самых авторитетных изданий в области кельтологии не в последнюю очередь благодаря многочисленным изданиям текстов на кельтских, прежде всего древнеирландском языке. В журнале были даны первые научные публикации таких текстов, как «Битва при Маг Туиред», «Анналы Тигернаха», «Юношеские подвиги Финна», «Старина мест из Реннского манускрипта» и многих других.